# Schweizerische Kakteen-Gesellschaft
Die Schweizerische Kakteen-Gesellschaft (SKG; französisch Association Suisse des Cactophiles, ASC) ist ein Verein mit Sitz in Baden AG, Schweiz. Der Verein wurde am 7. Dezember 1930 als Gesellschaft Schweizerischer Kakteen- und Sukkulenten-Freunde (GSKF) in Luzern gegründet. 1944 wurde der Verein in die heutige Bezeichnung Schweizerische Kakteen-Gesellschaft umbenannt. Sie hat derzeit etwa 900 Mitglieder, die in über 20 Ortsgruppen in der deutsch- und französischsprachigen Schweiz organisiert sind. Als Publikation gibt die Gesellschaft zusammen mit der Gesellschaft Österreichischer Kakteenfreunde und der Deutschen Kakteen-Gesellschaft unter anderem die monatlich erscheinende Zeitschrift Kakteen und andere Sukkulenten heraus.

## Ortsgruppen
Die Gesellschaft ist in Form von Ortsgruppen organisiert:
- OG Aarau und Umgebung
- OG Baden
- OG beider Basel «Kakteenfreunde Basel»
- OG Bern
- OG Biel-Seeland
- OG Chur «Bündner Kakteenfreunde»
- OG Genève «Cactus-Club Genève»
- Kakteenfreunde Gonzen
- OG Lausanne
- Kakteenverein Zentralschweiz
- OG Oberthurgau
- OG Olten
- OG Schaffhausen «Kaktusverein Schaffhausen»
- OG Solothurn
- OG St. Gallen
- OG Thun
- Club Valaisan
- OG Winterthur «Winterthurer Kakteengesellschaft»
- OG Zürich «Zürcher Kakteengesellschaft»
- OG Zürcher Unterland
- OG Zurzach «Kakteenverein Zurzach»
- IG «Ticino»
- IG Astrophytum Schweiz